# Zaadkluwen

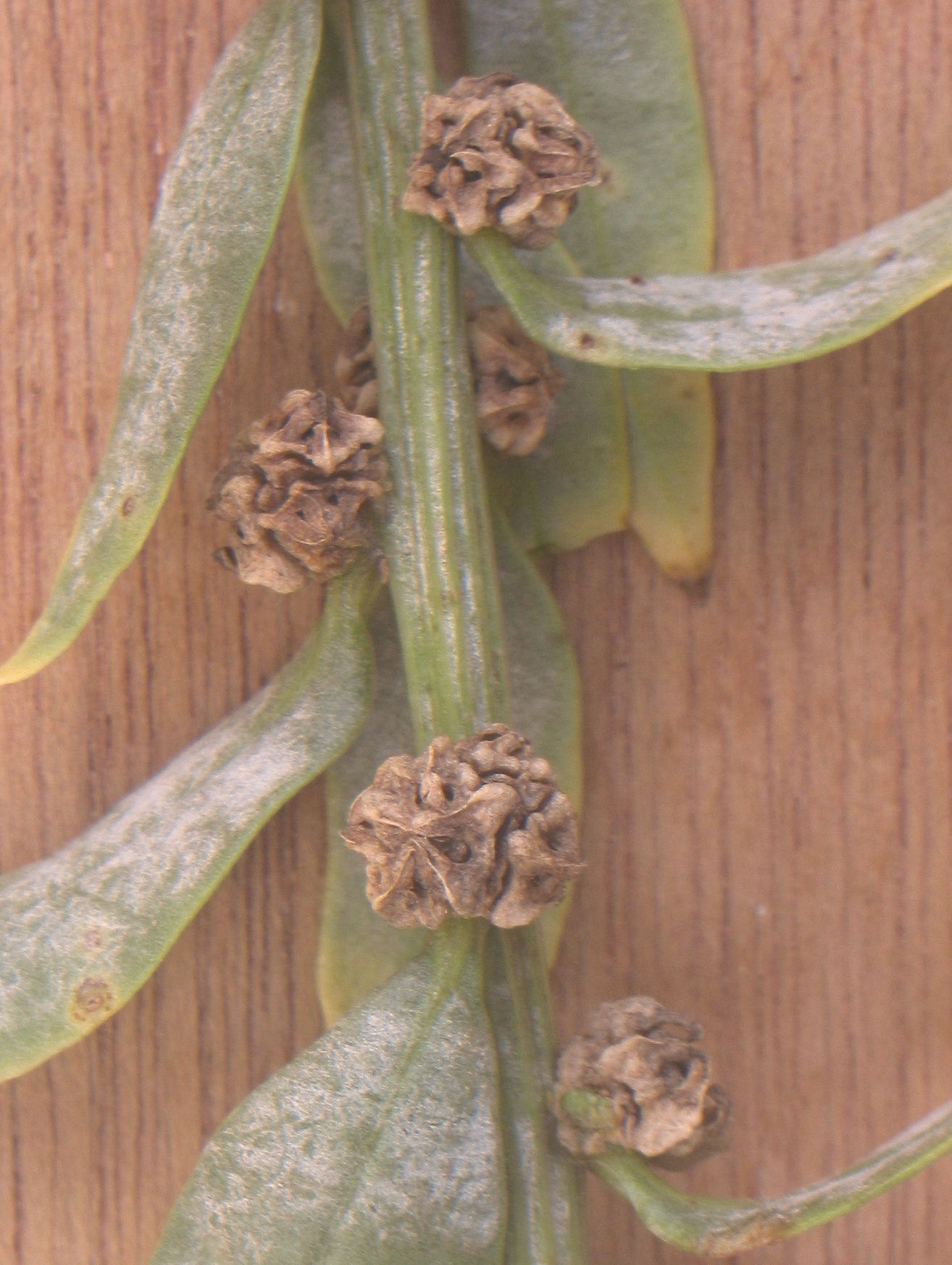
Zaadkluwen van suikerbiet

Een zaadkluwen of vruchtkluwen bestaat uit meerdere vruchten, die met elkaar vergroeid zijn en komt onder andere bij bieten voor. Een zaadkluwen bestaat meestal uit twee tot vier met elkaar vergroeide bloemen en bevat evenzoveel zaden. Een bloem bestaat alleen uit een enkelvoudig bloemdek. Bij de vroegere suikerbietrassen, de zogenaamde multigerme rassen, gaf een vruchtkluwen in het veld meerdere dicht bij elkaar staande kiemplanten, die uitgedund moesten worden. Bij de huidige rassen komt er nog maar één kiemplant uit een vruchtkluwen, de zogenaamde monogerme rassen.

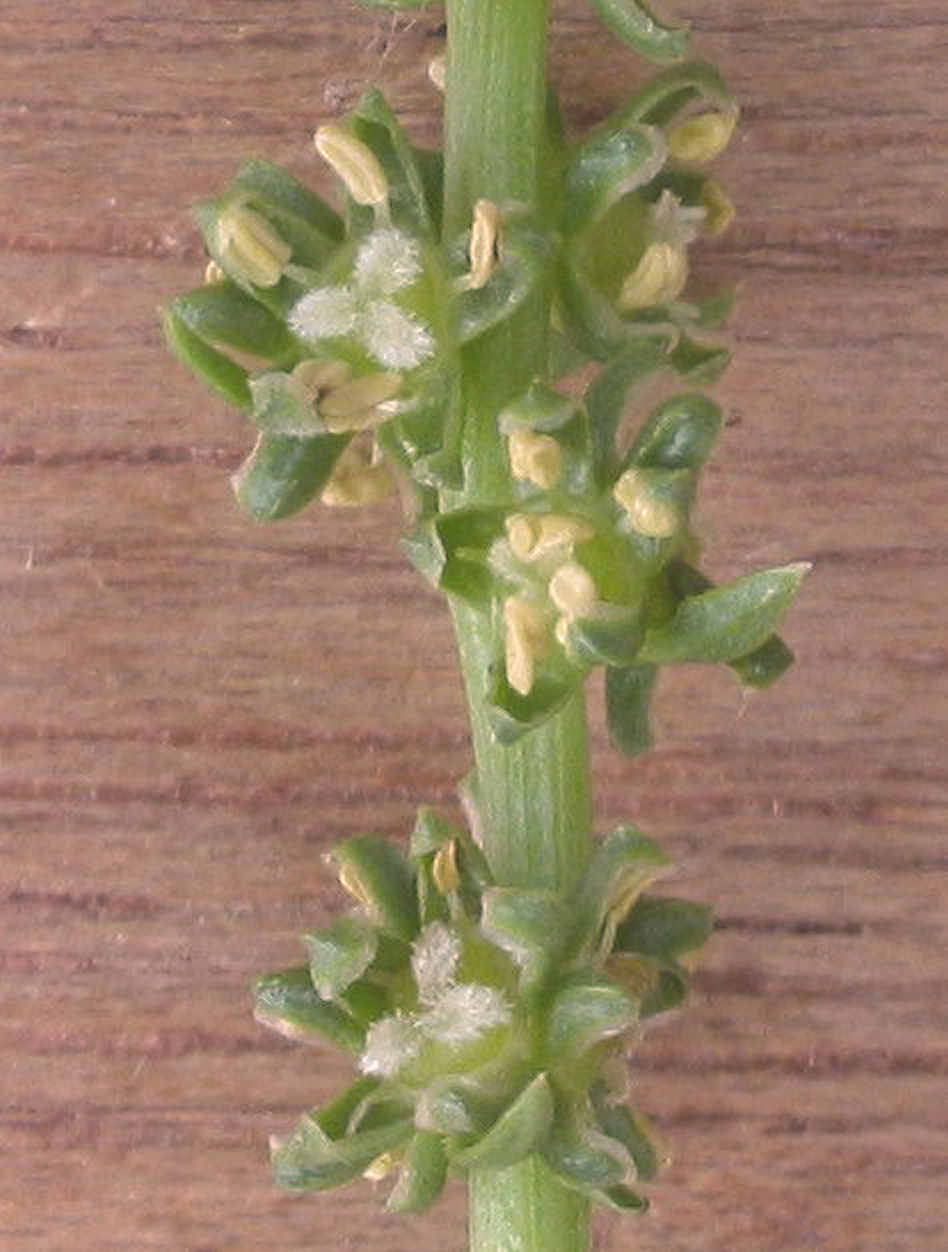
Bloemen